# Back to the Future... (album)
Back to the Future... este un album al formației Phoenix, realizat împreună cu solistul vocal Mony Bordeianu și lansat la data de 1 noiembrie 2008 prin intermediul casei de discuri Phoenix Records.

## Prezentare
După cum îi spune și numele, albumul Back to the Future... reprezintă o întoarcere în timp, conținând piese mai vechi, majoritatea neînregistrate anterior, compuse în mare parte în anii '70 și '80 de către Florin „Mony” Bordeianu (unele împreună cu Covaci). Bordeianu a fost primul vocalist Phoenix, activând în formație în perioada 1962–1970, iar ulterior având colaborări cu aceasta în mai multe rânduri. Mony Bordeianu: „În «Back to the Future...» sunt bucăți care s-au compus de-a lungul timpurilor, unele singur, multe cu Nicu (Covaci), încă din anii noștri împreună și, într-adevăr, «Știu că mă iubești» a fost prima bucată pe care noi am încercat-o... și prima compoziție, de fapt.” 
Piesele ce alcătuiesc Back to the Future... au fost înregistrate în noua formulă Phoenix, după ce Mircea Baniciu, Josef Kappl și Mani Neumann au părăsit formația, primul în 2007, iar ceilalți doi, în 2008. Alături de Mony Bordeianu și Nicu Covaci, pe acest album își aduc contribuția: Volker Vaessen, Silviu Sanda, Ionuț Micu, Ovidiu Lipan Țăndărică, Cristi Gram, Dzidek Marcinkiewicz, Bobby Stoica de la Voltaj, Bogdan Bradu, Flavius Teodosiu și Ionuț Contraș. Albumul a fost înregistrat în studioul din Spania al lui Nicu Covaci (cel care este și producătorul materialului), dar și în studiourile Phoenix din România. Conține zece piese cu texte în limba engleză și trei piese cu versuri în română: „Știu că mă iubești”, „Ulciorul” și „Vânt hain”, compoziții șaizeciste aparținând tandemului Covaci – Bordeianu, reînregistrate special pentru acest album. „Știu că mă iubești (și tu)”, apărută în premieră pe un suport audio, reprezintă cea mai veche piesă a formației, fiind înregistrată inițial în 1964 în Radio. „Ulciorul” și „Vânt hain” au fost înregistrate pentru prima oară în anii 1969–1970, aceste versiuni apărând pe albumul de restituiri Vremuri, anii 60... din 1998.
Albumul a fost lansat la data de 1 noiembrie 2008, în cadrul unui concert ținut la clubul „Silver Church” din București. În anul 2009 este editată o variantă promoțională a discului, distribuită la concertele Phoenix, ce include în plus un videoclip la piesa „Touché, Touché”, în regia lui Cristian Radu Nema.
Scurtă recenzie a albumului Back to the Future..., publicată pe 5 ianuarie 2009:
„În deceniul al IX-lea, albumul ar fi fost un exemplu clasic al modului de a pierde milioane de fani. Celor care «au prins» cu adevărat formația, nimeni și nimic nu le mai poate lua ceea ce au trăit în relație cu aceasta. «Back to the Future...» este cântat curat, are refrene antrenante și este bazat pe idei șaizeciste ambalate în forme optzeciste. Departe de ce s-ar fi așteptat numeroși melomani, dar în mod obiectiv, un album de top românesc al anului 2008. ”—Muzici și faze, 5 ianuarie 2009

## Piese
1. Touché, Touché
2. Black Jack Jaguar
3. Can I Say Something to You
4. Știu că mă iubești
5. Gypsies on the Run
6. I Am a Hunter
7. Back to the Family
8. Jimmy Is Doing All Right
9. She Was a Good Girl
10. That's the Way I Like You
11. Ulciorul
12. Vânt hain
13. Have You Ever Seen the Sun (bonus track)
14. Touché, Touché (videoclip bonus, reeditare 2009)

Muzică: Mony Bordeianu (1, 2, 6, 8, 9, 10); Mony Bordeianu și Nicolae Covaci (3, 4, 5, 7, 11, 12); Mony Bordeianu și Dzidek Marcinkiewicz (13)

Versuri: Mony Bordeianu (1, 2, 3, 5, 6, 8, 9, 10, 13); Mony Bordeianu și Nicolae Covaci (4, 7); Victor Șuvăgău (11, 12)
Observație: Piesa „Gypsies on the Run” (5) este trecută pe coperta albumului cu titlul greșit „Gipsys on the Run”.

## Componența formației
- Mony Bordeianu – solist vocal
- Nicolae Covaci – chitară electrică și acustică, voce
- Ovidiu Lipan – tobe
- Dzidek Marcinkiewicz – claviaturi
- Bogdan Bradu – voce
- Ionuț Contraș – percuție, voce
- Volker Vaessen – chitară bas
- Cristi Gram – chitară electrică

La înregistrări au colaborat:
- Flavius Teodosiu – saxofon
- Bobby Stoica – claviaturi, chitară bas
- Silviu Sanda – chitară bas
- Ionuț Micu – tobe